# 토라

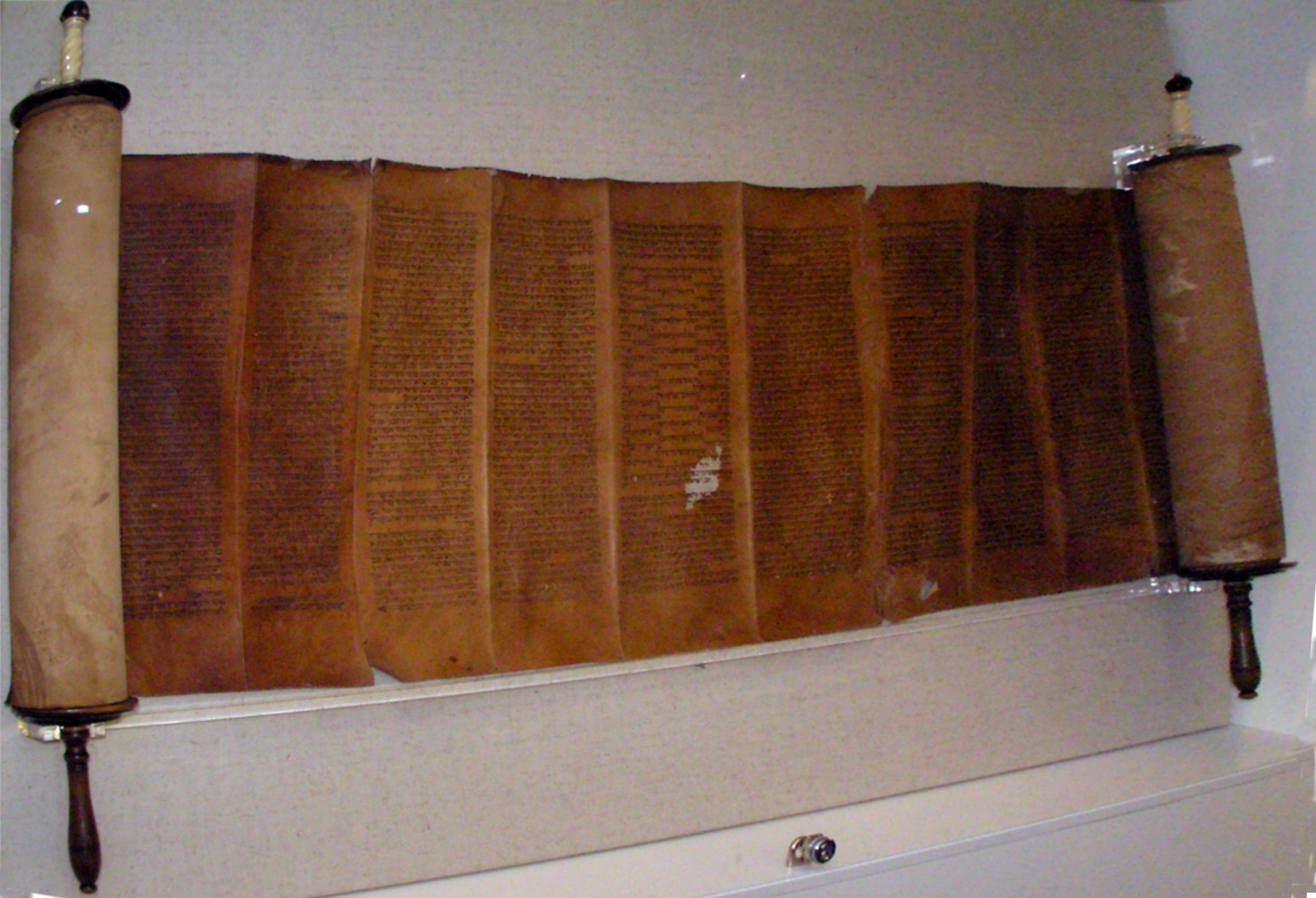
1830년쯤 독일에서 발견된 토라

토라(히브리어: תּוֹרָה 토랗, Torah)는 구약성서의 첫 다섯 편으로, 곧 창세기·출애굽기·레위기·민수기·신명기를 일컫는다. 흔히 모세오경(모세五經, תּוֹרַת־מֹשֶׁה)이나 모세율법이라고도 하며 유대교에서 가장 중요한 문서이다. 히브리어로 "가르침" 혹은 "법"을 뜻한다. 유다 전통에 따르면, 토라는 창조주가 모세에게 계시하였다고 한다. 하지만 성서비평학자들은 모세오경(토라)이 Y(야훼계)-E(엘로힘계)-P(사제계)-D(신명기계) 문서, 곧 4문서로 이루어진 복수의 저자들의 산물이며 YEPD(또는 JEPD) 문서에 의해 전승된 이야기들을 그들의 사상에 알맞게 편집한 신학 작업의 산물로 보고 있다. 오늘날 토라를 경전으로 삼고 있는 종교는 유대교, 그리스도교, 이슬람교이다. 그러나 이슬람교는 창조주가 모세에게 토라를 계시해주었지만 지금 우리가 갖고 있는 토라는 원본이 왜곡된 책이므로 신뢰할 수 없다고 주장한다. 신학에서 모세오경을 가리키는 율법이 아닌 또 다른 의미로 사용하는 율법이라는 용어는 매우 중요한데, 루터는 복음과 대비되는 개념으로 율법을 강조해 사용했다. 루터는 율법과 복음을 철저하게 구별하여 사용하였다. 그에게 있어서 율법은 하나님의 명령으로 행위적이며 하나님의 요구로 인간이 죄인인 것을 알게 하는 기능을 한다.

## 연구

### 모세 친저성에 대한 의심

#### 연구사
탈무드와 신약성경은 토라의 저자를 모세로 간주한다. 완성된 토라는 스스로를 계시받은 모세 저작물로 간주한다 (예: 신명기 31-33).
영지주의자들, 마르키온주의자들, 마니교, 켈수스, 포르피리오스, 히위 알발키 (en), 및 이븐 하짐 (en)은 토라의 내용상 모순을 개진시켰다. 히에로니무스, 아브라함 이븐 에즈라 (en)와 개혁자 마르틴 루터는 오경의 일부가 여호수아나 편집자에 의해 보충되었다고 주장했다. 또 다른 개혁자였던 안드레아스 카를슈타트는 에즈라가 모세의 다섯 책을 편집했다고 (에즈라 7:6-10) 주장했다.
토머스 홉스는 신명기 11-27을 제외하고 토라의 대부분의 내용를 모세가 썼음을 의심했다. 이자크 라 페이레르 (en)는 아담 이전의 인류에 대한 가설을 통해 토라에서 모세가 쓰지 않은 부분을 설명하려고 했다. 바뤼흐 스피노자는 모세의 저술을 포함한 다양한 자료를 에즈라가 종합-편집했다고 주장했다. 사제 리하르트 시몬 (en)은 《역사적 비평》(프랑스어: Histoire critique du Vieux Testament)에서 토라 속 각각의 이야기와 법 간의 모순, 중복, 및 문체적-내용적 차이점을 설명하고 단일 저자가 아니라는 결론을 내렸다. 그는 모세가 자료를 수집하고, 독자적 단편들을 작성하고, 모세 사후로부터 에즈라가 완성하기까지 손질되었다고 추측했다.

#### 토라 본문의 복합성에 대한 증거들

##### 내적 증거들
1. 토라는 아브라함의 하나님을 각기 다양한 이름과 칭호로 지칭한다: 야훼 (JHWH/YHWH; 여호와), 엘로힘 (하나님), 엘, 하-엘로힘, 엘 엘리온 (지극히 높으신 하나님), 엘 샤다이 (전능하신 하나님), 엘 올람 (영원하신 하나님), 엘 베텔 (벧엘의 하나님), 엘 압 (아버지 하나님), "이사악의 경외하는 이" (창세기 31:53[b]), "야곱의 전능자" (창세기 49:24[c]).[5] 하나님의 다양한 현현 방식—야훼의 사자(창세기 22:11,[d] 15[e])와 세 사람/야훼/야훼와 두 천사 (창세기 18-19). 출애굽기 6:2-3은 엘 샤다이와 야훼의 이름을 서로 구분한다:하나님이 모세에게 말씀하여 가라사대 나는 여호와로라 내가 아브라함과 이삭과 야곱에게 전능의 하나님(엘 샤다이)으로 나타났으나 나의 이름을 여호와(야훼)로는 그들에게 알리지 아니하였고
―출애굽기 6:2-3 (KRV)그러나 창세기 12:8; 13:18; 15:7; 22:14; 28:13에서 아브라함, 이사악, 야곱은 야훼와 마주하며 또 예배할 뿐 아니라, 출애굽기 3:13-15는 이미 모세에게 야훼의 이름을 소개했다는 관찰이 이루어진다.
2. 토라의 어떤 이야기들과 사건들은 반복되고 또 그 반복 안에서 서로 상충되고 긴장된다 (예: a. 창세기 1-2:4a와 2:4b-3:24, 두 창조의 차이; b. 창세기 12:10-20; 20:1-18; 26:1-11, 세 가지의 사라나 리브가 구출; c. 창세기 28:10-22와 35:9-15, 두 가지 벧엘의 기원 이야기).
3. 한 이야기 안에 이미 여러 서술과 표상이 섞여 있기도 한다 (예: a. 홍수의 원인 (창세기 6:5/6:11-12), 방주 속의 짐승들 (7:2/6:19-20), 홍수의 기간 (7:4, 12/7:6; 8:14), 홍수의 유형 (7:6; 8:2-3/7:11; 8:1-2), 방주에서 나옴 (8:6-12/8:15-17) 등, 홍수 이야기 안에서 서로 대립되는 문체와 표상이 존재한다; b. 출애굽기 14-15에는 추격하는 이집트인들에 맞서 모세와 함께 도망치는 이스라엘 민족을 묘사하지만, 동시에 야훼와 그의 신적 존재들이 거짓 신들과 전투를 벌인다).
4. 출애굽기 20:2-17; 34:11-26; 신명기 5:6-21에 세 가지의 각기 다른 십계명이 묘사된다.
5. 출애굽기 20:22-23:33; 레위기 17-26; 신명기 12-26은 서로 유사한 구조를 가졌으나 내용상 서로 충돌한다 (예: 출애굽기 21:2-11; 레위기 25:39-55; 신명기 15:12-18은 서로 노예에 대해 각기 다른 규정을 가진다).
6. 토라에는 다양한 총체적 구상들과 신학적 표상들이 경쟁한다 (예: a. 창세기와 출애굽기-신명기 간의 그리고 창세기 내부에서의 하나님 관념의 차이; b. 창세기와 출애굽기-신명기 간의 그리고 출애굽기-신명기 내부에서의 이스라엘 관념의 차이; c. 시나이에서의, 십계명이냐 성막이냐의 주요 사건에 대한 노선의 차이; d. 신명기 5-28과 29-30 간의 계약 신학의 차이; e. 하나님과 친밀한 모세와 죄 때문에 약속의 땅으로 가지 못하는 모세의 모습 간의 차이).
7. 토라는 본성상 세 가지 문학적 근본 문제를 가진다: a. 역사와 법의 관계가 비체계적이다; b. 서술 양식과 기법이 다채롭다; c. 약속의 땅으로의 진입을 자체적으로 가지지 않은, 미완의 책이다.[6]

##### 외적 증거들
1. 기원전 5-4세기에 기록되어 유대인 식민지에 대해서도 기록된 엘레판티네 파피루스 (en)에는 토라와 관련된 내용이나 지식이 없으며,[7] (예루살렘 밖에서는 성전을 건축할 수 없다고 규정한 신명기에 반하여) 엘레판티네에 작은 유대교 사원이 있었다고 기록되어 있다.[8] 또한 엘레판티네의 유대인들이 예루살렘 대제사장에게 성전 재건에 대한 지원을 요청하는 편지를 보낸 기록이 있으며, 이는 당시 예루살렘 성전의 제사장들이 신명기 율법을 시행하지 않았을 수도 있음을 시사한다.[9]
2. 다양한 자료들이 토라의 기초가 되거나 영향을 주었다. 대표적으로 아트라하시스 (en), 에누마 엘리시, 길가메시 서사시, 사르곤의 전설 (en), 바알 신화 (en), 함무라비 법전, 숩필룰리우마스와 아무루의 아지라스의 조약, 에살핫돈의 종주 조약 등이 있다.

## 율법서
이스라엘의 법제도는 이스라엘 민족이 주변 강대국들에 의해 삶의 터전에서 쫓겨나 각기 흩어지면서 궁극적으로는 사멸해갈 수밖에 없는 운명이었지만 정치적인 독립을 잃고 이스라엘 땅으로부터 실질적인 관계를 박탈당한 상황에서도 율법을 따르는 생활은 하루아침에 폐지되지 않았다. 전세계로 흩어졌음에도 그들 자신의 율법과 이를 시행할 법정이 여전히 존속했다. 이것이 바로 이스라엘의 율법서, 토라의 골격으로 발전되었다.
현재와서도 '디아스포라'가 ‘이산(離散) 유대인’ ‘이산의 땅’이라는 의미로도 사용되듯이 팔레스티나(팔레스타인) 밖에 살면서 유대교적 종교규범과 생활관습을 유지하는 유대인 또는 그들의 거주지를 가리키는 말이다. 즉, 1948년에 이스라엘 공화국이 건국된 이후, 이스라엘 밖에 사는 유대인도 디아스포라라고 하고 있다.
하지만 디아스포라 중에서도 유대 법체계는 발전을 거듭해갔다. 1세기 두 번째 성전(Temple)이 무너지기 전에 시행되었던 유대 율법의 일부가 법의 개념적인 기초를 제공해주었고, 바빌론 디아스포라 시절에 쓰인 바빌론 탈무드가 유대 율법을 발전시킨 주 요인 중의 하나가 되기도 했다.
이스라엘의 성전이 파괴된 이후에도 성결법과 성전에 관련된 율법 그리고 희생제물을 드리는 것과 관련된 율법은 정교하게 이론화되었다. 사람과 하나님과의 관계, 사람과 사람과의 관계 그리고 개인과 공동체와의 관계에 대한 유대 율법은 일상생활에서 실제적인 문제가 나타날 때마다 적용되곤 했다.
유대인 신앙의 원리에 따르면 모든 유대 율법의 뿌리가 되는 근거는 하나님의 계시이다. 인간과 하나님과의 관계를 다스려주는 계명은 일상생활을 이끌어주는 규범을 형성시켰는데, 기도와 관련된 율법, 안식일과 공휴일 그리고 규정식에 대한 율법 등이 그 내용들이다. 이런 내용은 이슬람 율법(샤리아)의 운용방식과 크게 다를 바가 없다.
유대교에서 비즈니스, 노동, 불법 행위와 범죄 등 사람들 간의 관계와 관련된 계명은 오히려 법적인 성격을 띠었다. 이같이 종교적이고 법적인 성격의 계명은 토라와 할라카(Halakhah) 즉, 유대 법체계의 율법적 자료로서 반드시 구약에서 따온 것이 아닌 할라카에서 비롯되고 있다. 종교 의례에 관한 문제를 규정하는 할라카 법정은 계약, 임대, 매매 등을 포함한 민법사건들도 판결하고 있다. 즉, 이것으로 또 다른 율법의 할라카로 토라와의 구분을 만들고 있다.

## 모세오경과의 구분
히브리어 תּוֹרָה는 '가르침'이라는 뜻이므로 성경 전체를 포함할 수 있으나 일반적으로 '토라'는 율법서만 지칭한다. 토라가 성경 전체가 아닌 모세오경만을 가리키는 의미로 사용된 것은 유대인의 성경 분류 때문이다. 유대인은 구약성경을 율법서, 예언서, 성문서로 구분하며 이 가운데 율법서를 '토라'라고 부른다. 토라는 모세의 오경인 창세기, 출애굽기, 레위기, 민수기, 신명기 등 다섯 권의 책만 한정하여 일컫기는 하지만 좀 더 넓은 의미에서 성경 말씀 전체를 가리키기도 하는데 모세오경만을 토라로 지칭하는 것은 오해를 가져올 수도 있다. 유대인에게는 성경 전체는 신약성경이 없는 구약성경만을 의미하며 토라는 율법서만 가리킨다. '히브리어의 토라'는 개념상 모세오경만이 아닌 구약성경 전체를 가리킨다.

## 같이 보기
- 십계명
- 율법과복음
- 복음
- 성경
- 쿠란
- 타나크

## 주해
1. ↑  에즈라 7:6-10 (KRV): 이 에스라가 바벨론에서 올라왔으니 저는 이스라엘 하나님 여호와께서 주신바 모세의 율법에 익숙한 학사로서 그 하나님 여호와의 도우심을 입으므로 왕에게 구하는 것은 다 받는 자더니 아닥사스다왕 칠년에 이스라엘 자손과 제사장들과 레위 사람들과 노래하는 자들과 문지기들과 느디님 사람들 중에 몇 사람이 예루살렘으로 올라올 때에 이 에스라가 올라왔으니 왕의 칠년 오월이라 정월 초하루에 바벨론에서 길을 떠났고 하나님의 선한 손의 도우심을 입어 오월 초하루에 예루살렘에 이르니라 에스라가 여호와의 율법을 연구하여 준행하며 율례와 규례를 이스라엘에게 가르치기로 결심하였었더라
2. ↑  창세기 31:53 (KRV): 아브라함의 하나님, 나홀의 하나님, 그들의 조상의 하나님은 우리 사이에 판단하옵소서 하매 야곱이 그 아비 이삭의 경외하는 이를 가리켜 맹세하고
3. ↑  창세기 49:24 (KRV): 요셉의 활이 도리어 견강하며 그의 팔이 힘이 있으니 야곱의 전능자의 손을 힘입음이라 그로부터 이스라엘의 반석인 목자가 나도다
4. ↑  창세기 22:11 (KRV): 여호와의 사자가 하늘에서부터 그를 불러 가라사대 아브라함아 아브라함아 하시는지라 아브라함이 가로되 내가 여기 있나이다 하매
5. ↑  창세기 22:15 (KRV): 여호와의 사자가 하늘에서부터 두번째 아브라함을 불러

## 참고 문헌
- Cowley, Arthur (2005), 《Aramaic Papyri of the Fifth Century B.C.》, Eugene, OR: Wipf & Stock Publishers, ISBN 1597523631
- Don, Garrett (1996), 《The Cambridge Companion to Spinoza》, Cambridge University Press, ISBN 9780521398657
- Gmirkin, Russell (2006), 《Berossus and Genesis, Manetho and Exodus》, Bloomsbury, ISBN 9780567134394
- Rösel, Martin (2021). “Der Name Gottes”. 《Bibelkunde des Alten Testaments》.
- Young, Edward J. (1984), 《An Introduction to the Old Testament》, Eerdmans, ISBN 9780802803399
- 비비아노, 폴린 A. (2022), 〈자료비평〉,   매킨지, 스티븐 L.; 헤인즈, 스티븐, 《성서비평 방법론과 그 적용》, 한국기독교연구소, ISBN 9788997339969
- 쳉어, 에리히, 편집. (2012), 《구약성경 개론》, 신학 텍스트 총서, 분도출판사, ISBN 9788941912057
- 「모세오경」, 명칭과 의미, 김정훈 저, 바오로딸(2006년, 21~29p)
- 「참행복의 삶을 위하여」, 성서란 무엇인가?, 김왕기 저, 전남대학교출판부(2007년,  91~118p)